# Societatea deschisă și dușmanii ei
Societatea deschisă și dușmanii ei (în engleză The Open Society and Its Enemies) este o lucrare de filosofie politică scrisă de Karl Popper, în care autorul apără societatea deschisă împotriva adversarilor săi și critică teoriile istorismului teleologic, conform cărora istoria se desfășoară inevitabil conform unor legi universale. Popper îi acuză pe Platon, Hegel și Marx că s-au bazat pe istorism pentru a-și fundamenta filosofiile politice.
Scrisă în timpul celui de-Al Doilea Război Mondial, Societatea deschisă și dușmanii ei a fost publicată în 1945 la Londra de editura Routledge, în două volume: The Spell of Plato („Vraja lui Platon”) și The High Tide of Prophecy: Hegel, Marx, and the Aftermath („Epoca marilor profeții: Hegel și Marx”). O ediție într-un singur volum, cu o nouă introducere de Alan Ryan și un eseu de E. H. Gombrich, a fost publicată de Princeton University Press în 2013. Lucrarea a fost inclusă în lista celor 100 cele mai bune cărți de non-ficțiune ale secolului XX realizată de Modern Library Board.
Cartea critică istorismul și apără societatea deschisă și democrația liberală. Popper susține că filosofia politică a lui Platon are tendințe periculoase către totalitarism, contrar idilei benigne prezentate de majoritatea interpreților. Deși apreciază analiza lui Platon asupra schimbărilor sociale, Popper respinge soluțiile acestuia, considerând că ele sunt motivate de frica față de schimbările aduse de ascensiunea democrațiilor și că sunt contrare viziunilor umaniste și democratice ale lui Socrate și ale altor gânditori ai „Marii Generații” ateniene.
Popper îl critică și pe Hegel, urmărind influențele aristotelice din gândirea acestuia și argumentând că ideile sale au stat la baza fundamentelor filosofice ale totalitarismului din secolul al XX-lea. Este de acord cu viziunea lui Schopenhauer, care îl descria pe Hegel drept „un șarlatan obtuz, insipid, grețos și agramat, care a atins culmea îndrăznelii inventând și servind cel mai absurd și mistificator nonsens”.
Popper îl critică în detaliu și pe Marx pentru istorismul său, considerând că acesta l-a făcut să își exagereze concluziile, și respinge perspectiva sa radicală și revoluționară. În schimb, Popper pledează pentru democrația liberală directă, considerând-o singura formă de guvernare care permite îmbunătățiri instituționale fără violență și vărsare de sânge.